# گینجی آکی
گینجی آکی (انگلیسی: Ginji Aki؛ زادهٔ ۴ ژوئن ۱۹۹۴) بازیکن فوتبال اهل ژاپن است.